# ولسوالی موسهی
موسهی یکی از ولسوالی‌های ولایت کابل در خاور افغانستان است  با جمعیتی نزدیک به ۳۰٬۰۰۰ نفر. مرکز این ولسوالی موسهی است.

## منبع‌ها
1. ↑  برآورد رسمی کمیساریای عالی سازمان ملل برای پناهندگان در سال ۲۰۰۲

- مشارکت‌کنندگان ویکی‌پدیا. «Kabul Province». در دانشنامهٔ ویکی‌پدیای انگلیسی، بازبینی‌شده در ۱۲ اسفند ۱۳۹۰ خورشیدی.